# Бадалян, Степан Саркисович
Степа́н Сарки́сович Бадаля́н (арм. Ստեփան Սարգսի Բադալյան , 20 марта 1945, Кировакан) — армянский государственный деятель.
- 1968—1973 — факультет прикладной математики Ереванского государственного университета.
- 1973—1990 — работал в НИИ экономики и планирования при Госплане Армении вначале младшим, затем старшим научным сотрудником, а после завершения аспирантуры с 1982 по 1984 — научным секретарем.
- 1984—1990 — руководитель научно-исследовательского отдела в НИИ экономики и планирования при Госплане Армении.
- 1990—1991 — был депутатом Верховного совета Армянской ССР. Беспартийный.
- 1991—1997 — министр по чрезвычайным ситуациям Армении.